# Aerodromo Hinterstoisser-Zeltweg
L'Aerodromo Hinterstoisser-Zeltweg (nome originale: Fliegerhorst Hinterstoisser-Zeltweg), codice ICAO: LOXZ, è il principale aeroporto militare austriaco.

## Storia
La base aerea fu costruita nel 1937, dopo la fondazione dell'aeronautica militare austriaca, e iniziò le regolari operazioni di volo alla fine del gennaio 1938. Durante l'annessione dell'Austria alla Germania, fu occupata dalla Luftwaffe (che però diede più importanza agli aeroporti di Vienna e Linz) e usata come scuola di volo, ricevendo poi, nel 1942, i lavori di cementificazione della pista e delle vie di rullaggio. Nel 1944 iniziarono gli attacchi degli alleati, che però non arrecarono all'aeroporto nessun danno significativo. Verso la fine della seconda guerra mondiale, le truppe sovietiche che avanzavano occuparono il campo di aviazione. In seguito la base fu consegnata alle truppe britanniche, ma la RAF, pur avendo reclamato l'assegnazione dell'aeroporto, non lo impiegò mai. Con la firma del Trattato di Stato austriaco nel 1955, l'aerodromo fu restituito agli austriaci e, sebbene in un primo momento fosse stato usato dall'esercito, dal 1956 accolse di nuovo l'aeronautica. Nel 1967 l'aeroporto fu battezzato Fliegerhorst Hinterstoisser-Zeltweg, dal nome del pioniere del volo austriaco Franz Hinterstoisser.

## Il circuito motoristico
Il tracciato (meglio conosciuto come circuito di Zeltweg) fu ricavato nel 1957 all'interno dell'aerodromo militare sull'esempio del Circuito di Silverstone, anch'esso ricavato da una base aerea, e fu inaugurato il 5 ottobre con un paio di gare non titolate riservate a vetture Gran Turismo. e a vetture sport. a cui parteciparono uno sparuto numero di concorrenti; negli anni seguenti la gara, denominata Flugplatzrennen, fu aperta anche ad altre categorie, come le motociclette.
Nella stagione 1961 vi si disputò una gara di Formula 1 non valida per il mondiale vinta da Innes Ireland. Due anni dopo la massima categoria ritornò con un'altra gara non valida per il mondiale che si tenne il 1º settembre e che vide la vittoria di Jack Brabham. Dopo queste due gare non titolate, il 23 agosto 1964 l'impianto ospitò la prima edizione del Gran Premio d'Austria di Formula 1 vinta da Lorenzo Bandini su Ferrari, l'unica vittoria della sua carriera; nella stessa fece il suo esordio in Formula 1 il futuro campione del mondo Jochen Rindt, di nazionalità austriaca.
Nel 1965, a causa della superficie sconnessa e abrasiva della pista inadatta alle monoposto della massima serie, il Gran Premio d'Austria fu riservato alle Vetture sport e alle Gran Turismo, mentre dalla stagione 1966 alla stagione 1968 la gara fu inclusa nel Mondiale marche.
Il crescente interesse verso le competizioni motoristiche spinse gli organizzatori locali a far sì che venisse realizzato un autodromo permanente a meno di un chilometro di distanza dall'aerodromo Hinterstoisser, l'Österreichring, che fu inaugurato nel 1969 e dove, a partire dall'edizione 1970, il Gran Premio d'Austria ridiventò una gara di Formula 1.

## Albo d'oro della Formula 1
| Anno | Pilota          | Scuderia |
| ---- | --------------- | -------- |
| 1964 | Lorenzo Bandini | Ferrari  |

### Vittorie per pilota
| Vittorie | Pilota          | Anno(i)/Vettura |
| -------- | --------------- | --------------- |
| 1        | Lorenzo Bandini | 1964/Ferrari    |

### Vittorie per scuderia
| Vittorie | Scuderia | Anno(i)/Pilota       |
| -------- | -------- | -------------------- |
| 1        | Ferrari  | 1964/Lorenzo Bandini |